# Bruno Araújo

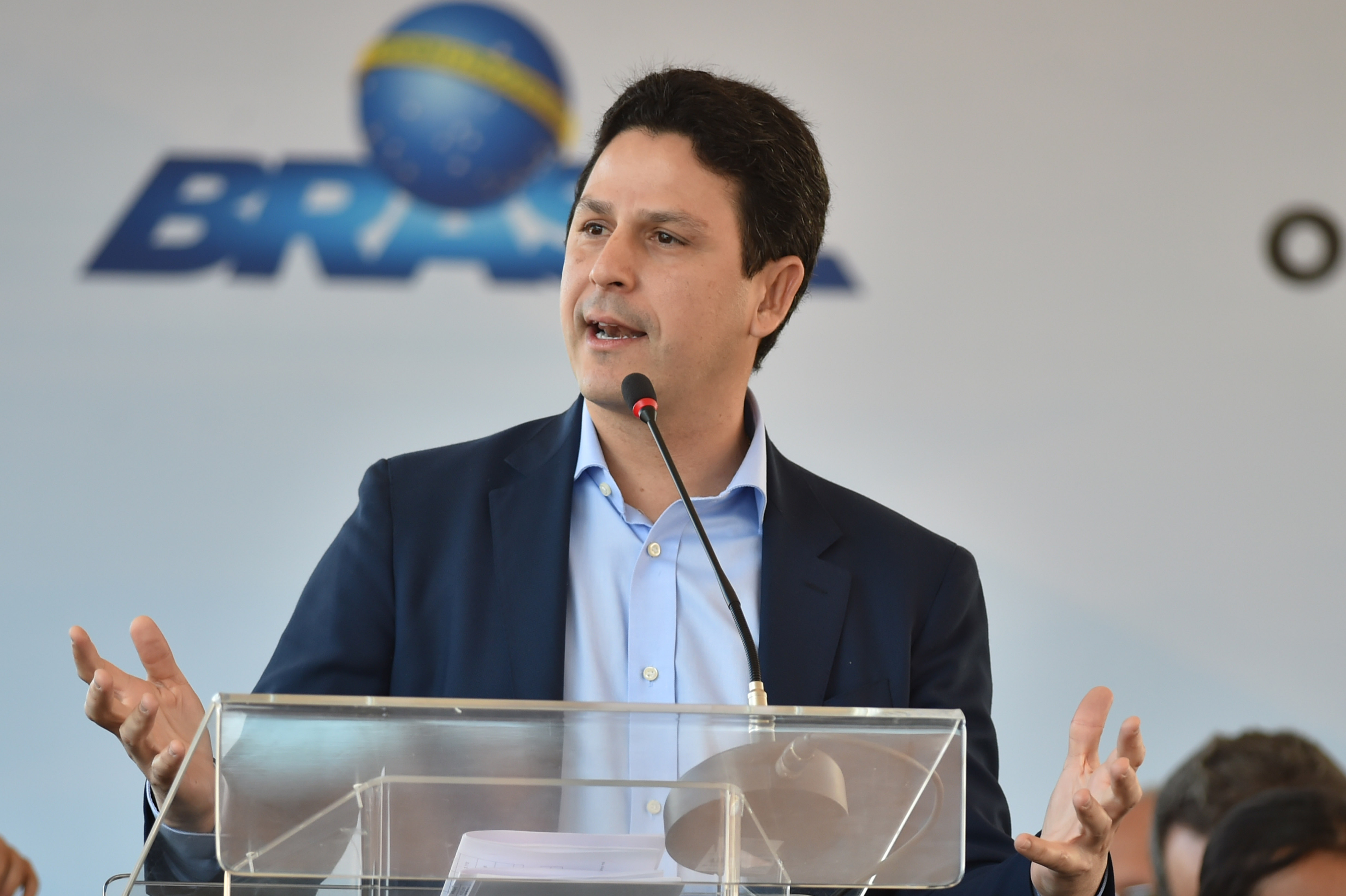
Bruno Araújo (2016)

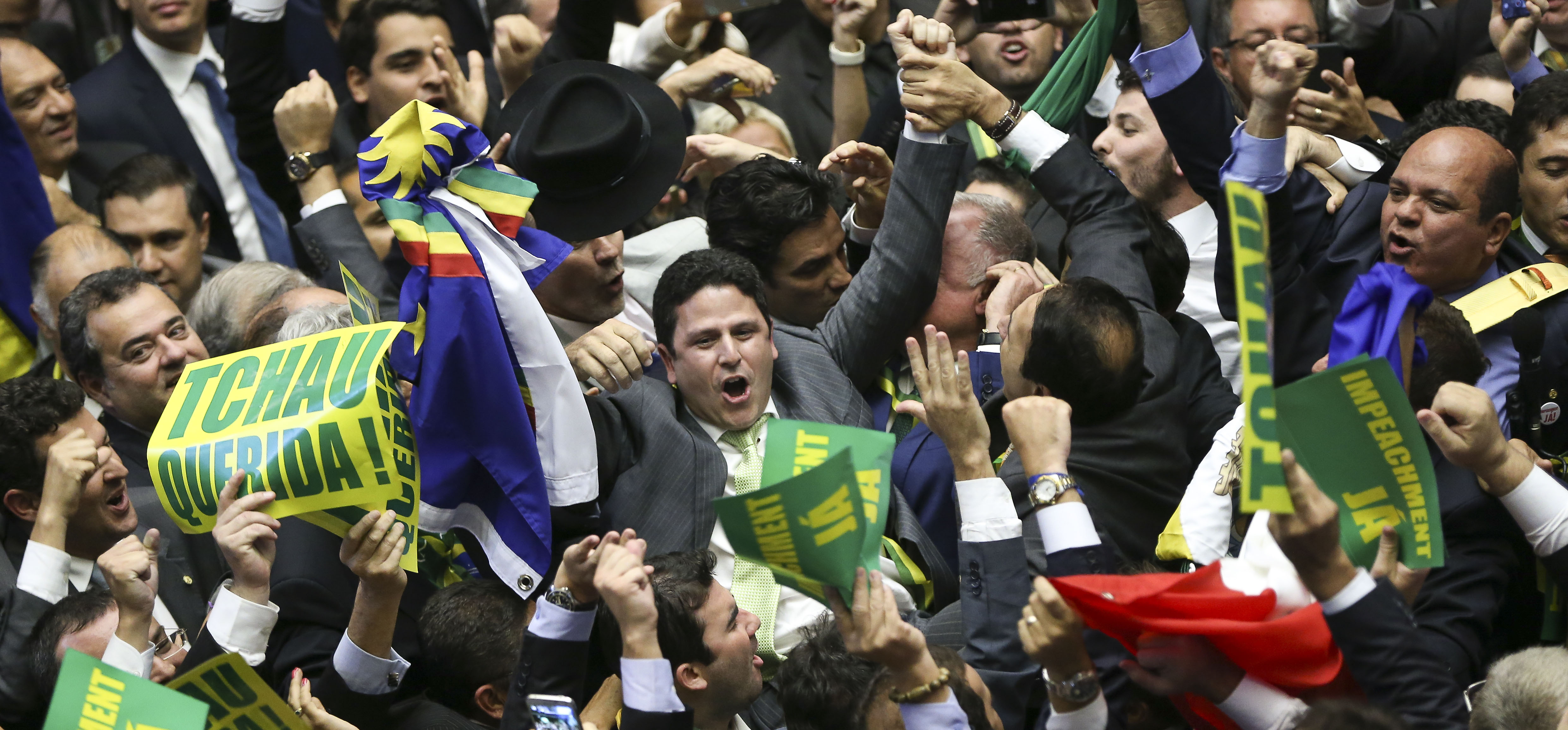
Araújo feiert im Abgeordnetenhaus die erfolgreiche Abstimmung zur Amtsenthebung von Dilma Rousseff.

Bruno Cavalcanti de Araújo (* 15. März 1972 in Recife, Pernambuco) ist ein brasilianischer Rechtsanwalt, Politiker und seit 2019 Parteivorsitzender des Partido da Social Democracia Brasileira (PSDB). Vom  Mai 2016 bis November 2017 war er im Kabinett Temer Minister für Städte.

## Leben
Araújo absolvierte ab 1991 ein Studium an der traditionsreichen Rechtsfakultät von Recife, der Faculdade de Direito da Universidade Federal de Pernambuco und ging früh in die Landespolitik Pernambucos, wo er bereits für das Kabinett des Gouverneurs Joaquim Francisco nominiert worden war. Seit 1995 ist er Mitglied des Partido da Social Democracia Brasileira (PSDB). 1996 erhielt er seinen Bachelor-Abschluss in Rechtswissenschaften in Edmonds, Washington. Er wurde für die PSDB zweimal von 1999 bis 2007 als Abgeordneter in die Gesetzgebende Versammlung (Alepe) seines Heimatstaates gewählt. Danach erlangte er dreimal von 2007 bis 2016 das Mandat als Bundesabgeordneter für Pernambuco in der Abgeordnetenkammer des Nationalkongresses. Bei den Wahlen in Brasilien 2014 versammelte er ausreichende 2,94 % der Stimmen auf sich.
Am 17. April 2016 gab er im Abgeordnetenhaus die ausschlaggebende 342. Stimme für das Amtsenthebungsverfahren von Dilma Rousseff ab, wirksam zum 12. Mai 2016. Am gleichen Tag wurde er von Michel Temer zum Städteminister ernannt.
Am 31. Mai 2019 wurde er zum Parteivorsitzenden (Präsident) des Partido da Social Democracia Brasileira gewählt.
Am 22. April 2022 unterzeichnete er mit dem Parteivorsitzenden der Cidadania, Roberto Freire, die Vereinbarung zur Parteienkoalition Federação Sempre pra Frente (Bund Immer Vorwärts).
Er ist mit Carolina Araújo verheiratet, mit der er zwei Töchter hat.

## Kontroverse
Seit 2017 gehört Araújo zu den drei Ministern im Kabinett Temer, gegen die Ermittlungen zu Korruption im Fall der Operation Lava Jato in Verbindung mit der staatlichen Ölgesellschaft Petrobras durch den Bundesgeneralstaatsanwalt aufgenommen wurden.